# Cmentarz Wojenny w Grudziądzu
Cmentarz Wojenny w Grudziądzu – nieczynny cmentarz w okolicach cytadeli grudziądzkiej, przy ulicy 18. Pułku Ułanów Pomorskich.
Cmentarz został założony w 1923 z inicjatywy ks. Władysława Łęgi, będącego wówczas proboszczem parafii wojskowej. Na cmentarzu tym w latach międzywojennych chowano zmarłych żołnierzy z grudziądzkiego garnizonu oraz członków ich rodzin. Z tego okresu zachowało się 285 mogił z jednakowymi krzyżami. W czasie walk w 1945 cmentarz został trafiony pociskami artylerii, część nagrobków została zniszczona.
Wkrótce po wojnie na terenie cmentarza pochowano (w mogile zbiorowej) szczątki jeńców alianckich przetrzymywanych przez Niemców w pobliskiej cytadeli i żołnierzy niemieckich. W północnej części cmentarza pochowano co najmniej 754 żołnierzy Armii Radzieckiej, w większości zmarłych w okolicznych szpitalach (polegli w czasie walk pochowani są na cmentarzach w Pieńkach Królewskich oraz Świerkocinie). W części z grobami żołnierzy radzieckich w 1945 ustawiono obelisk z płytą pamiątkową, a w 1993 ma cmentarz przeniesiono Pomnik Wdzięczności, stojący wcześniej na Placu Wolności w Grudziądzu. 